# War In Heaven
A War In Heaven a 3. stúdióalbuma az olasz Cappella duó 1996-ban megjelent albuma. Az album nem tudta túlszárnyalni előző U Got 2 Know című stúdióalbumát, azonban erről az albumról is 4 kislemez jelent meg.
Az album már Kelly Overett énekesnő nélkül, Alison Jordan új énekesnővel készült el, a rapper Rodney Bishop maradt.
Az album számos országban megjelent, különböző borítókkal, köztük Magyarországon is, ahol a Record Expressz jelentett meg CD-n.

## Megjelenések
CD  Magyarország - Record Expressz REC 532.626-2
1. Tell Me The Way - 3:38
2. I Need Your Love - 3:30
3. Back In Your Life - 4:00
4. Stay With Me - 4:15
5. Another You - 4:42
6. Do You Run Away Now - 4:30
7. You Took My Heart - 4:25
8. War In Heaven - 4:29
9. Turn It Up And Down - 4:09
10. Music And Harmony - 4:24

## Slágerlista
| 12 | 66 | 64 | 25 |